# Нифонт Новгородски
Свети Нифонт Новгородски је хришћански светитељ. Нифонт је био епископ Новгородски. Одликовао се великом ревношћу у зидању и оправљању храмова и великом храброшћу у супротстављању насилним кнежевима. Хришћани верују да му се на 13 дана пред смрт јавио свети Теодосије и обавестио га о томе. Умро је 1156. године.
Српска православна црква слави га 8. априла по црквеном, а 21. априла по грегоријанском календару.